# Cratere Sommerfeld
Sommerfeld è un grande cratere lunare di 150,89 km situato nella parte nord-orientale della faccia nascosta della Luna.